# Foxy Lady (альбом Шер)
Foxy Lady — восьмой студийный альбом американской певицы и актрисы Шер, выпущенный 10 июля 1972 года на лейбле Kapp Records. После успеха предыдущего альбома Gypsys, Tramps & Thieves, Шер снова сотрудничала со Снаффом Гарреттом, Аль Капсом и своим мужем Сонни Боно. Foxy Lady стал вторым и последним альбомом, записанным на лейбле Kapp. Промокампания альбома сосредоточилась вокруг успешного шоу The Sonny & Cher Comedy Hour. Альбом, хоть и получил хорошие отзывы от критиков, имел умеренный успех с продажами 400 тыс. копий в США.

## Об альбоме
Во время релиза «Foxy Lady» в чартах находились предыдущий диск Шер Gypsys, Tramps & Thieves и альбом Sonny & Cher All I Ever Need Is You. Этот период был очень успешен для Шер, именно в это время она окончательно утвердила себя как сольный исполнитель и также как телеведущая The Sonny & Cher Comedy Hour. В этот период Шер активно работает со Снаффом Гарреттом.
Продюсером альбома выступил Снафф Гарретт, Сонни Боно стал сопродюсером лишь трёх треков с альбома: «A Song for You», «Don’t Hide Your Love» и ремейк её сингла 1969 года «The First Time». Эта запись также была достаточно проблемной для Гарретта, сразу после окончания записи он перестал быть продюсером Шер. Сонни Боно продюсирует следующий альбом Шер Bittersweet White Light, который в итоге стал коммерческим провалом. После этого Гарретт соглашается вновь сотрудничать с Шер для альбома Half-Breed, но при условии, что Сонни Боно не будет участвовать в записи диска.
Заглавный трек альбома — Living in a House Divided, песня о разводе, не смог, однако, конкурировать с другими записями Шер начала 1970-х годов. В альбоме представлены две кавер-версии: на песню Леона Расселла «A Song for You» и «Never Been to Spain» Hoyt Axton, последняя в исполнении группы Three Dog Night находилась в топ-5 Billboard Hot 100 незадолго до выхода The Way of Love.
В этом альбоме Шер вновь сотрудничала с Бобом Стоуном, который ранее написал ей «Gypsys, Tramps & Thieves». Две песни из этого альбома через год были перезаписаны певицей Maureen McGovern для её дебютного альбома «The Morning After».
Foxy Lady получил преимущественно положительные отзывы критиков. Joe Viglione сказал о «Foxy Lady» — «эта коллекция из десяти песен кажется ещё более сильной спустя несколько лет после выпуска», также похвалив Шер и продюсерскую работу Гарретта и Боно. Rolling Stone также хорошо отозвался об альбоме, назвав его «динамичной работой, которая ещё не раз сможет завоевать чарты». Несмотря на хорошие продажи первого сингла Living in a House Divided, альбом был принят публикой не так хорошо, как предыдущий. «Война» между Гарреттом и Боно, вероятно, также отрицательно влияла на продажи.
В 1976 году, когда Шер была занята в шоу «The Cher Show», компания Mego Corporation выпустила линию кукол Шер. Одна из них была посвящена этому альбому. В 1999 году альбом был переиздан на CD с предыдущим её альбомом Cher. Оригинальный «Foxy Lady» остаётся до сих пор неизданным на компакт-диске.
«Foxy Lady» дебютировал в Billboard 200 в конце июля под номером 120, спустя две недели достигая 57-й строчки. Наивысшей позицией в чарте стало 43-е место. Альбом также вошёл в канадский чарт под номером 75 в конце августа, в то время в чарте находился альбом Sonny & Cher All I Ever Need Is You. В сентябре он достиг своей пик-позиции — № 39, находясь в общей сложности в чарте 14 недель, до конца ноября.

## Синглы
Living in a House Divided стал первым синглом альбома. В песне обсуждается расставание пары. Песня достигла 22-й строчки в Billboard Hot 100 и 2-й в чарте AC. Сингл также достиг топ-20 в Канаде. Сингл, однако, не повторил успеха «Gypsies, Tramps and Thieves». Песня была достаточно ярким описанием её брака с Сонни Боно. Шер была недовольна жёстким контролем её жизни и карьеры со стороны Боно. Они развелись спустя два года, после выхода этого хита. Песня имеет параллели с другим хитом «I’ve Lost You» в исполнении Элвиса Пресли. Песня также рассказывает о трудностях в отношениях известной пары Пресли, кроме того Боно и Элвис оба больше чем на 10 лет старше своих жён.
Вторым и последним синглом альбома стала Don’t Hide Your Love. Песня, написанная Neil Sedaka и Howard Greenfield, достигла 46-го места в Billboard Hot 100 и 19-го в чарте AC. Позже была перепета Петулой Кларк и Оливией Ньютон-Джон.

## Список композиций
| №  | Название                         | Автор(ы)       | Длительность |
| -- | -------------------------------- | -------------- | ------------ |
| 1. | «Living in a House Divided»      | Tom Bahler     | 2:57         |
| 2. | «It Might as Well Stay Monday»   | Bodie Chandler | 3:00         |
| 3. | «A Song for You»                 | Leon Russell   | 3:14         |
| 4. | «Down, Down, Down»               | Ester Jack     | 2:53         |
| 5. | «Don't Ever Try to Close a Rose» | Ginger Greco   | 2:45         |

| №  | Название               | Автор(ы)                       | Длительность |
| -- | ---------------------- | ------------------------------ | ------------ |
| 1. | «The First Time»       | Sonny Bono                     | 3:10         |
| 2. | «Let Me Down Easy»     | John Simon, Al Stillman        | 2:29         |
| 3. | «If I Knew Then»       | Bob Stone                      | 2:34         |
| 4. | «Don't Hide Your Love» | Neil Sedaka, Howard Greenfield | 2:50         |
| 5. | «Never Been to Spain»  | Hoyt Axton                     | 3:27         |

## Над альбомом работали
- Шер — вокал
- Снафф Гарретт — музыкальный продюсер
- Сонни Боно — музыкальный продюсер, автор, фотограф
- Ленни Робертс — звукорежиссёр
- Аль Капс — аранжировщик
- Ген Пейдж — арандировщик
- Мишель Рубини — аранжировщик
- Вирджиния Кларк — арт-директор

## Чарты
| Чарт (1972)                 | Высшая позиция |
| --------------------------- | -------------- |
| Canadian Albums Chart       | 39             |
| United States Billboard 200 | 43             |